# (4252) Godwin
(4252) Godwin – planetoida z pasa głównego asteroid okrążająca Słońce w ciągu 4 lat i 117 dni w średniej odległości 2,65 j.a. Została odkryta 11 września 1985 roku w Europejskim Obserwatorium Południowym przez Henriego Debehogne. Nazwa planetoidy pochodzi od Richarda Godwina (ur. 1955), członka Space Frontier Foundation, pracującego jako dyrektor wykonawczy The Watch, organizacji zajmującej się wykrywaniem planetoid bliskich Ziemi (NEO). Przed nadaniem nazwy planetoida nosiła oznaczenie tymczasowe (4252) 1985 RG4.